# Qasr al-Yahud

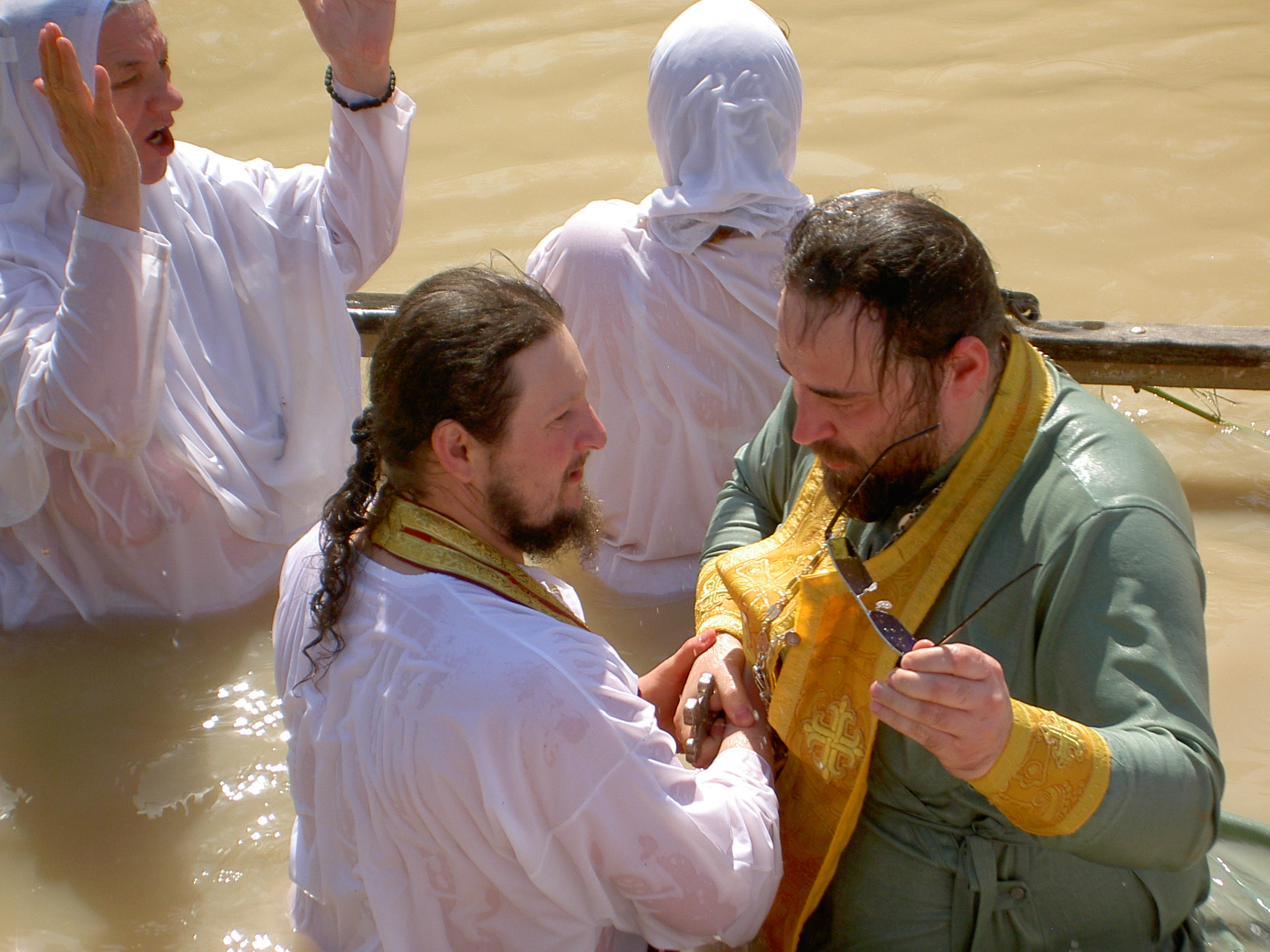
Orthodoxe Christen an der Taufstelle Qasr el Yahud

Qasr al-Yahud ist eine Taufstelle am westlichen Ufer des Jordan. Sie war früher auch unter dem Namen El-Maghṭas bekannt, mit dem heute die Taufstelle am gegenüberliegenden, jordanischen Ufer bezeichnet wird, die zum UNESCO-Weltkulturerbe gehört. Qasr al-Yahud liegt im Westjordanland innerhalb der von Israel sowohl administrativ als auch militärisch allein kontrollierten Zone C. Wie der Name (arabisch قصر اليهود, DMG Qaṣr al-Yahūd ‚Burg der Juden‘) andeutet, sind außer christlichen Traditionen der Taufe Jesu auch jüdische Traditionen mit diesem Bereich des Jordanufers verbunden, und zwar der Einzug ins Gelobte Land (Jos 3-4 ) und die Himmelfahrt des Elija (2 Kön 2 ). Die namengebende „Burg“ ist das kastellartige Johanneskloster.
Die Palästinensische Autonomiebehörde hat die Taufstelle, die von ihr Eshria’a genannt wird, 2015 auf die Tentativliste des UNESCO-Weltkulturerbes gesetzt: sie sei nach der Grabeskirche in Jerusalem und der Geburtskirche in Bethlehem die drittheiligste Stätte des Christentums, „und gilt als Geburtsort der spirituellen Kraft Jesu.“

## Traditionen

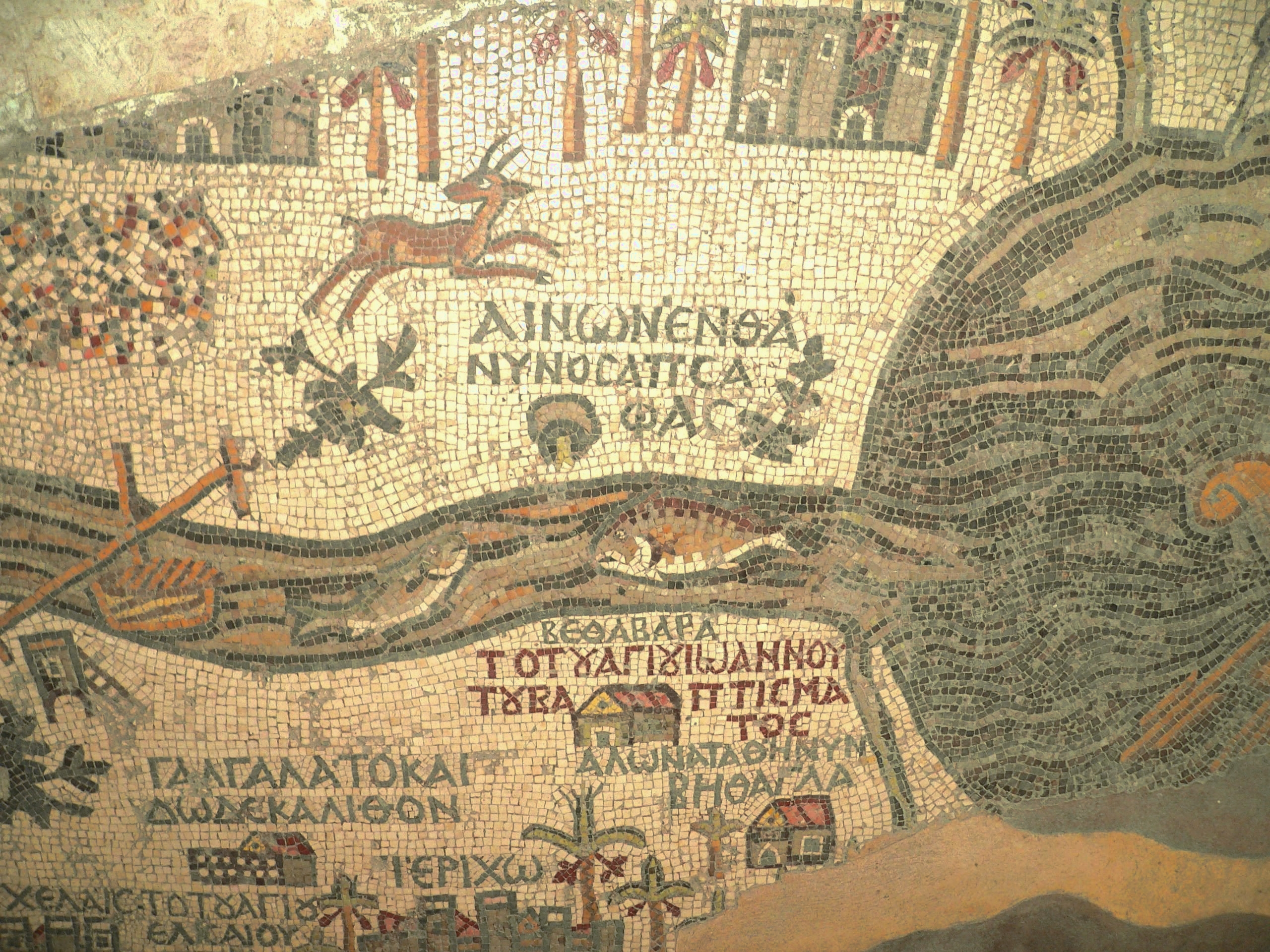
Heiligtümer am Jordan auf der Madaba-Karte: vorne Bethabara, auf dem jenseitigen Ufer Ainon

Die älteren Traditionen der Taufe Jesu haften am östlichen Jordanufer, wo im 6. Jahrhundert auch der erste Memorialbau errichtet wurde.
Aber seit dem 6. Jahrhundert kam, während die Ostufer-Tradition weiter bestand, eine Tradition der Taufe Jesu am Westufer des Jordan hinzu – aus praktischen Gründen, weil das Westufer von den Hauptpilgerstätten Jerusalem und Bethlehem aus bequemer zu erreichen war. Der Pilger von Piacenza berichtete als erster von einer Kirche am Westufer im Zusammenhang mit dem Fest Epiphanias, dessen Festinhalt zu seiner Zeit Jesu Taufe durch Johannes den Täufer war. Die Mosaikkarte von Madaba nennt den Ort Bethabara und erläutert (in roten Buchstaben): Το του αγιου Ιωαννου του βαπτισματος, „die (Kirche) der Johannestaufe.“ Auch der Kirchenbau selbst ist abgebildet; auf dem gegenüberliegenden Jordanufer erkennt man auf der Mosaikkarte Αινων, das biblische Ainon.
Da der Besuch des Ostufers in den folgenden Jahrhunderten recht gefährlich war, zog das Westufer des Jordans alle Traditionen an sich. Das Kloster Johannes des Täufers, erbaut im 6. Jahrhundert und wiedererrichtet unter Kaiser Manuel Komnenos im 12. Jahrhundert, gedenkt des Jordandurchzugs der Israeliten, der Himmelfahrt des Elija, der Wirksamkeit des Täufers Johannes und vor allem natürlich der Taufe Jesu.

## Geschichte der Pilgerstätte

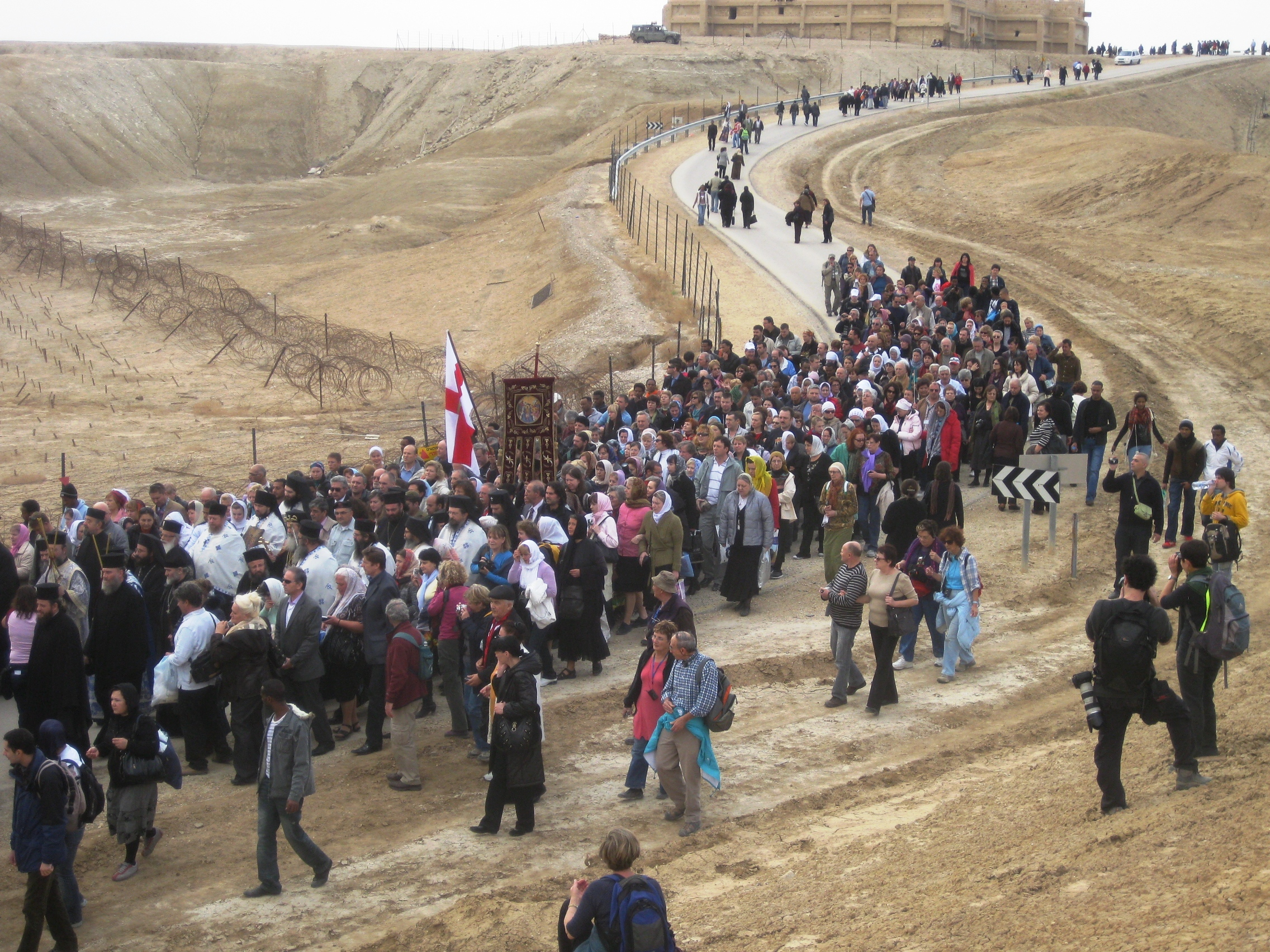
Griechisch-orthodoxe Prozession zur Taufstelle

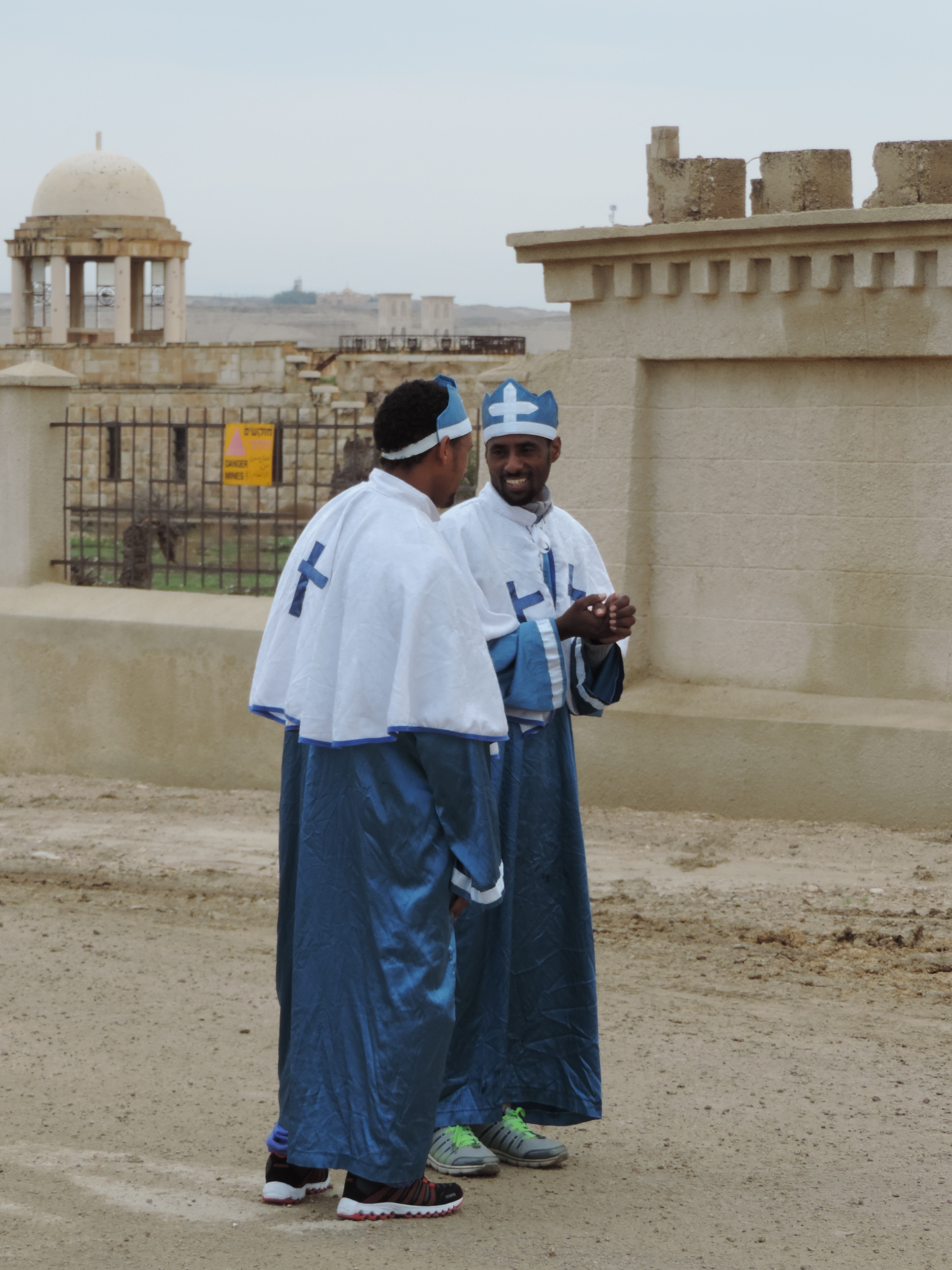
Äthiopische Christen in Qasr al-Yahud; Hintergrund: die ehemalige Kapelle der Franziskaner, jetzt im Minenfeld

Wenig ist vom byzantinischen Johanneskloster erhalten (Reste an der Klosterpforte und in der Krypta); das jetzige Kloster wurde 1882 gebaut und 1955 restauriert. In der britischen Mandatszeit war das Westufer des Jordan ein vielbesuchter Pilgerort, und verschiedene Konfessionen hatten an dem Uferstreifen südlich vom griechisch-orthodoxen Johanneskloster bis zur Einmündung des Wadi Qelt ihre eigenen Kirchen errichtet: Syrer, Kopten, Russisch-Orthodoxe, Äthiopier und Rumänisch-Orthodoxe. Die franziskanische Kustodie des Heiligen Landes richtete östlich des Johannesklosters ihre Heiligtümer ein.

### Schließung als militärisches Sperrgebiet
Seit 1968 war dieses Areal nahe der Grenze zu Jordanien militärisches Sperrgebiet. (Die christlichen Pilger wurden in dieser Zeit nach Yardenit umgeleitet.) Da man seitens des israelischen Militärs fürchtete, Terroristen könnten sich in den Kirchen verschanzen, wurden einige mit Sprengfallen versehen und das ganze Gelände vermint.
2011 eröffneten COGAT (der Koordinator für die israelische Regierungspolitik in den besetzten Gebieten) und die israelische Nationalparkbehörde einen Zugang zur Taufstelle, der von vielen orthodoxen Christen benutzt wurde, besonders anlässlich des orthodoxen Epiphaniastermins am 18. Januar. Die sichere Zufahrtsstraße führt durch ein Minenfeld. Der Zugang zur Taufstelle ist frei, während an der jordanischen, konkurrierenden Taufstelle ein Eintrittsgeld erhoben wird. Eine Spezialfirma ist 2018 damit beauftragt worden, die 2600 Anti-Panzer- und 1200 Anti-Personen-Minen zu entfernen, die hier auf etwa einem Quadratkilometer vergraben sind. Dies geschah in Abstimmung mit den verschiedenen christlichen Konfessionen wie auch mit der Palästinensischen Autonomiebehörde.
Ein zusätzliches Problem ist die Wasserqualität, da die orthodoxen Pilger zur Tauferinnerung am Epiphaniasfest (Große Wasserweihe) im Jordan untertauchen. Christen anderer Konfessionen füllen das Jordanwasser, welches als gesegnet gilt, oft in Flaschen ab und nehmen es mit nach Hause. Im November 2013 wurden 2300 Kolibakterien auf 100 Milliliter festgestellt, für Badestrände gilt in Israel ein Höchstwert von 190 Kolibakterien.

### Neueröffnung 2018

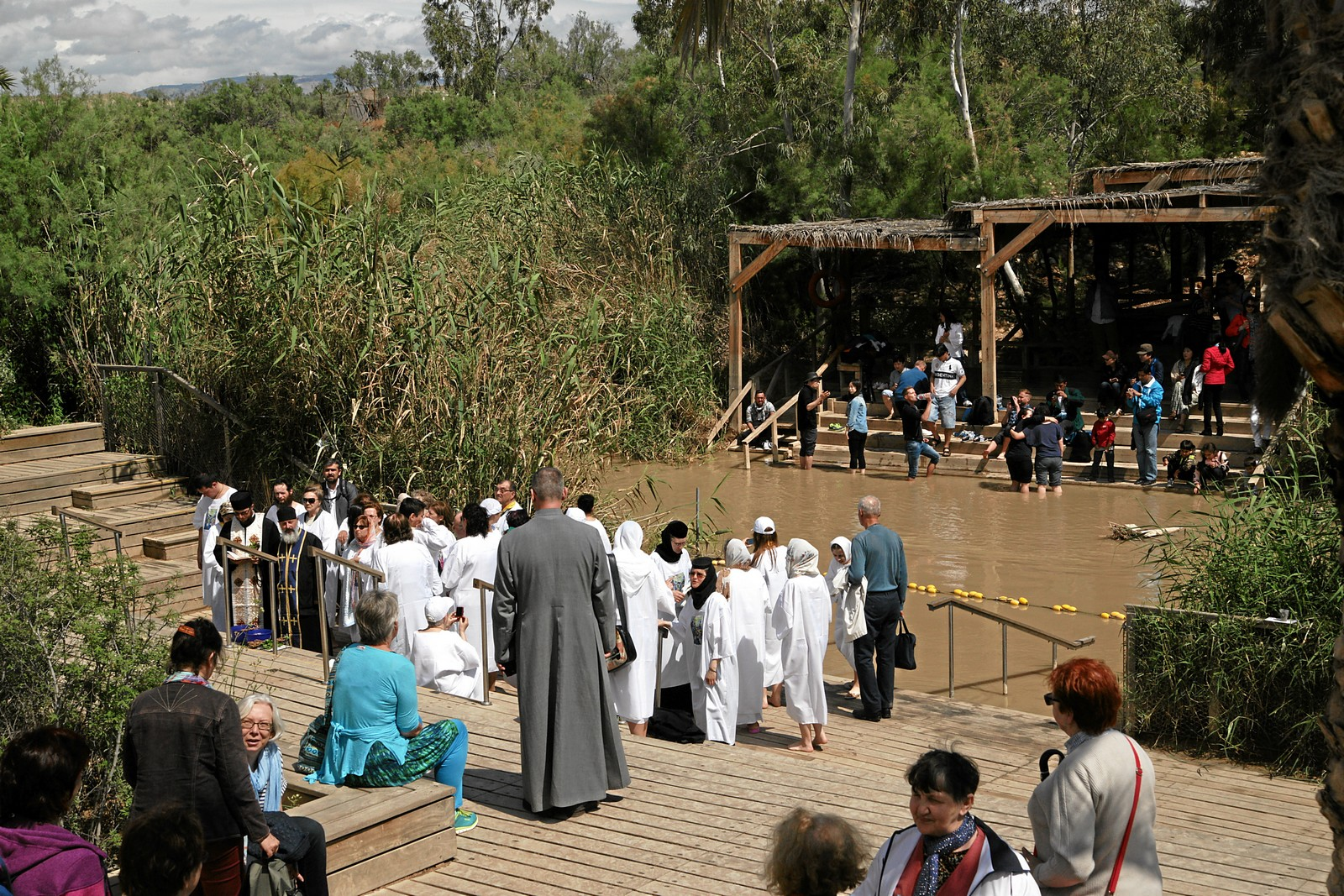
Der Jordan ist kein besonders breiter Fluss: Qasr al-Yahud im Vordergrund, gegenüber die jordanische Taufstelle El-Maghtas

Seit Dezember 2018 ist das Gebiet um Qasr al-Yahud teilweise von Minen befreit und neu zugänglich gemacht worden. Die franziskanische Kustodie des Heiligen Landes nahm nach weiteren Minen-Säuberungen im Oktober 2020 ihr Kloster wieder in Besitz. Insgesamt konnten acht Kirchen wieder zugänglich gemacht werden: die katholische, griechisch-orthodoxe, armenische, koptische, äthiopische, rumänische, syrische und russische.